# Melanagromyza socolena
Melanagromyza socolena este o specie de muște din genul Melanagromyza, familia Agromyzidae, descrisă de Sanabria de Arevalo și Zenner de Polania în anul 1994.
Este endemică în Columbia. Conform Catalogue of Life specia Melanagromyza socolena nu are subspecii cunoscute.